# 무구조충
무구조충(無鉤絛蟲, Taenia saginata, Taeniarhynchus saginatus, beef tapeworm), 민촌충(~寸蟲)은 원엽목(Cyclophyllidea) 타이니아속에 속하는 인수공통감염 조충이다. 인간에게 조충증(연충증의 일종)을 일으키고 가축에게는 유구낭미충증을 일으키는 장내기생충이다. 가축은 중간 숙주로서, 여기에 유충 발육이 일어나는 반면 인간은 성체 무구조충이 거주하는 고유숙주 역할을 한다. 전 세계적으로 볼 수 있으며 소를 기르고 쇠고기가 소비되는 곳에서 주로 발견된다. 아프리카, 유럽, 동남아시아, 남아시아, 라틴 아메리카에서 상대적으로 일반적이다. 인간은 일반적으로 시스티세르쿠스(cysticerci)라는 이름의 감염유충이 포함된, 잘 익히지 않거나 날 것의 소고기를 섭취함으로써 감염된다. 감염시 복통, 소화불량, 구토 등의 소화기계 증상이 일어난다.
무구조충은 아시아조충, 갈고리촌충 등 다른 인간 촌충들과 일부 세세한 부분을 제외하고는 구조적으로나 생물학적으로 상당한 유사성이 있다.